# George Henry Lewes
George Henry Lewes (18 de abril de 1817 - 30 de noviembre de 1878) fue un filósofo y crítico literario británico. También fue fisiólogo aficionado. La feminista americana Margaret Fuller lo describió como «un tipo de hombre ingenioso, francés, frívolo». Lewes se unió a la corriente victoriana de ideas que estimulaban el debate del darwinismo, el positivismo y el escepticismo religioso. No obstante, quizás hoy es más conocido por haber vivido abiertamente con Mary Ann Evans, escritora bajo el seudónimo de George Eliot, con la que nunca se llegó a casar.

## Biografía
Lewes nació en Londres, hijo ilegítimo del poeta menor John Lee Lewes y de Elizabeth Ashweek, que se casó con un capitán de barco retirado cuando George tenía 6 años. Debido a los frecuentes cambios de domicilio de su familia, fue educado en Londres, Jersey, Bretaña y finalmente en la escuela de Charles Burney en Greenwich. Después de abandonar una carrera comercial y la de medicina, consideró convertirse en actor, y apareció en escena en varias ocasiones entre 1841 y 1850. Finalmente se dedicó a la literatura, la ciencia y la filosofía.
Ya en 1836 pertenecía a un club formado para el estudio de la filosofía, y había esbozado un tratamiento psicológico de la filosofía de la escuela escocesa. Dos años después fue a Alemania, probablemente con la intención de estudiar filosofía.
Lewes inició estudios sobre nutrición y fisiología. Exploró la cuestión de si los azúcares dañaban los dientes. Llevó a cabo experimentos sobre los reflejos y el sistema nervioso de los seres vivos, sobre todo ranas, utilizando éter y cloroformo para no causarles dolor.
Se hizo amigo de Leigh Hunt, que lo introdujo en la sociedad literaria londinense, en la que conoció a John Stuart Mill, Thomas Carlyle y Charles Dickens.
En 1841 se casó con Agnes Jervis, hija de Swynfen Stevens Jervis.

## Relación con George Eliot
En 1851, Lewes conoció a Mary Ann Evans, que después se haría famosa como George Eliot, y en 1854 decidieron vivir juntos. Lewes y Agnes Jervis habían acordado tener un matrimonio abierto, y además de los tres hijos que tuvieron juntos, Agnes tuvo otros cuatro hijos con Thornton Leigh Hunt, hijo de Leigh Hunt. Como Lewes aparecía como padre en el certificado de nacimiento de estos niños, a pesar de saber que era falso, se le consideró cómplice de adulterio y no se le permitió divorciarse de Agnes. En julio de 1854, Lewes y Evans viajaron a Weimar y Berlín juntos con el fin de realizar investigaciones para el estudio de Lewes sobre Goethe. El viaje a Alemania también fue una luna de miel, puesto que para entonces ya se consideraban casados, como prueba el hecho de que Mary Ann se llamara a sí misma Mary Ann Evans Lewes y se refiriera a Lewes como «su esposo».
De sus tres hijos, solo Charles le sobrevivió. Charles fue consejero del Condado de Londres y se casó con Gertrude Hill, hermana de Octavia Hill, cofundadora del National Fund.

## Lewes y la literatura
Durante los siguientes 10 años, Lewes colaboró con varias revistas escribiendo artículos sobre un amplio abanico de temas, a menudo imperfectos, pero que revelan un agudo juicio crítico fundamentado en el estudio filosófico. Los más valiosos son los que tratan sobre teatro, que se volvieron a publicar con el título Actors and Acting y Spanish Drama. De joven vio actuar a Edmund Kean, y esa fue una experiencia que recordó toda su vida. También vio y escribió sobre las actuaciones de William Macready y otras estrellas famosas de la escena londinense del siglo XIX. Lewes está considerado el primer crítico de teatro moderno y de la forma realista de actuar.
En 1845 y 1846 Lewes publicó Historia biográfica de la Filosofía (The Biographical History of Philosophy), donde intenta describir la vida de los filósofos como una estéril labor de alcanzar lo inalcanzable que se renueva una y otra vez. En 1847 y 1848 publicó dos novelas, Ranthorpe y Rosa, blanco y violeta (Rose, Blanche and Violet), que aunque muestran considerable talento en su argumento, desarrollo y caracterización, no han conseguido un lugar permanente en la literatura. Lo mismo puede decirse de su ingenioso intento de rehabilitar a Robespierre (1849). En 1850 colaboró con Thornton Leigh Hunt en la fundación del periódico The Leader, del que fue editor literario. En 1853 volvió a publicar una serie de trabajos que habían aparecido en este periódico con el título de Comte's Philosophy of the Sciences.
La culminación del trabajo de Lewes en prosa literaria es Vida de Goethe (Life of Goethe, 1855), probablemente su obra más conocida. La versatilidad de Lewes y su combinación de gustos científicos y literarios lo prepararon para apreciar la polifacética actividad del poeta alemán. Esta obra tuvo un considerable éxito en la propia Alemania, a pesar de la crudeza de sus críticas y la impopularidad de algunas de sus opiniones, como su percepción de la relación entre la primera y la segunda parte de Fausto.

### Ciencia
A partir de 1853, los escritos de Lewes ponen de manifiesto que se dedica al trabajo científico, y en particular a la biología. Siempre mostró inclinación científica en sus escritos, aunque no tenía formación técnica. Más que exposiciones populares de verdades científicas aceptadas, sus textos contienen críticas bien fundadas de ideas convencionales, e incorporan resultados de investigaciones y reflexiones individuales. Lewes hizo varias sugerencias, algunas de las cuales han sido aceptadas por los fisiólogos. La más valiosa se conoce hoy como doctrina de la indiferencia funcional de los nervios, y afirma que las energías específicas del nervio óptico, del auditivo y de otros nervios son simple divergencias en su forma de acción, debidas a las diferencias en las estructuras periféricas u órganos sensoriales a los que se encuentran conectados. Esta idea fue después propuesta independientemente por Wilhelm Wundt.

### Filosofía
En 1865, cuando se empezó a publicar The Fortnightly Review, Lewes se convirtió en su editor, puesto en el que lo sustituyó John Morley cuando aún no habían pasado dos años.
Este momento marca la transición de un trabajo más estrictamente científico a uno más filosófico. Lewes se había interesado en la Filosofía desde su juventud: uno de sus primeros ensayos fue un elogioso análisis de Lecciones sobre la estética de Hegel. Bajo la influencia del positivismo de Auguste Comte y de Un sistema de lógica de John Stuart Mill, dejó de creer en las posibilidades de la metafísica, y así lo constató en su Historia de la Filosofía. No obstante, las teorías de Comte no le convencieron totalmente y acabó abandonando el positivismo. En el prefacio de la 3ª edición de su Historia de la Filosofía reconoce un cambio en esta dirección, que resulta todavía más visible en las siguientes ediciones del libro.
El resultado de su progreso intelectual fue la obra Los problemas de la vida y la mente. Su repentina muerte interrumpió la obra, pero quedó lo suficientemente avanzada como para permitir juzgar los maduros conceptos del autor sobre problemas biológicos, psicológicos y metafísicos.
Las opiniones de Lewes sobre la Psicología, explicados en parte en los primeros volúmenes de los Problemas están más elaborados en los dos últimos. Lewes debate el método de la psicología con gran perspicacia. En contra de Comte y sus seguidores, reclama un lugar para la instrospección en la investigación psicológica. Además de este método subjetivo debe haber uno objetivo, una referencia a las condiciones nerviosas y los datos sociohistóricos. La biología ayudaría a explicar funciones mentales como sentir y pensar, pero no nos ayudaría a entender las diferencias de las facultades mentales en distintos tipos y fases del desarrollo humano. Es posible que las condiciones orgánicas de esas diferencias sean eternamente indetectables, por tanto solo podrían explicarse como productos del entorno social. La relación de los fenómenos mentales y las condiciones sociales e históricas es probablemente la principal contribución de Lewes a la psicología.

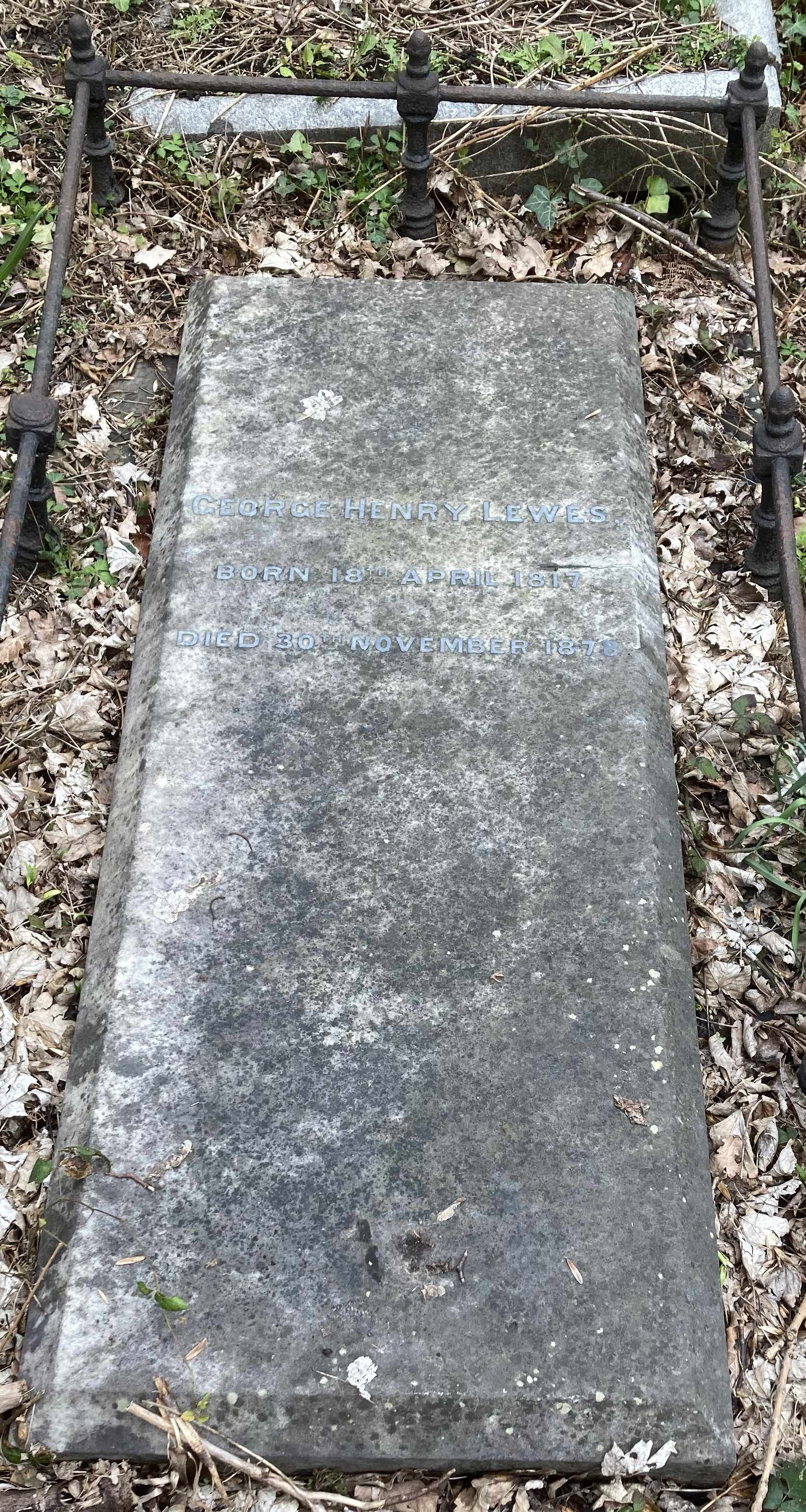
Tumba de George Henry Lewes en el cementerio de Highgate

## Muerte
Lewes murió el 30 de noviembre de 1878, y está enterrado en la zona este del cementerio de Highgate, inmediatamente detrás de la tumba de George Eliot.

## Publicaciones

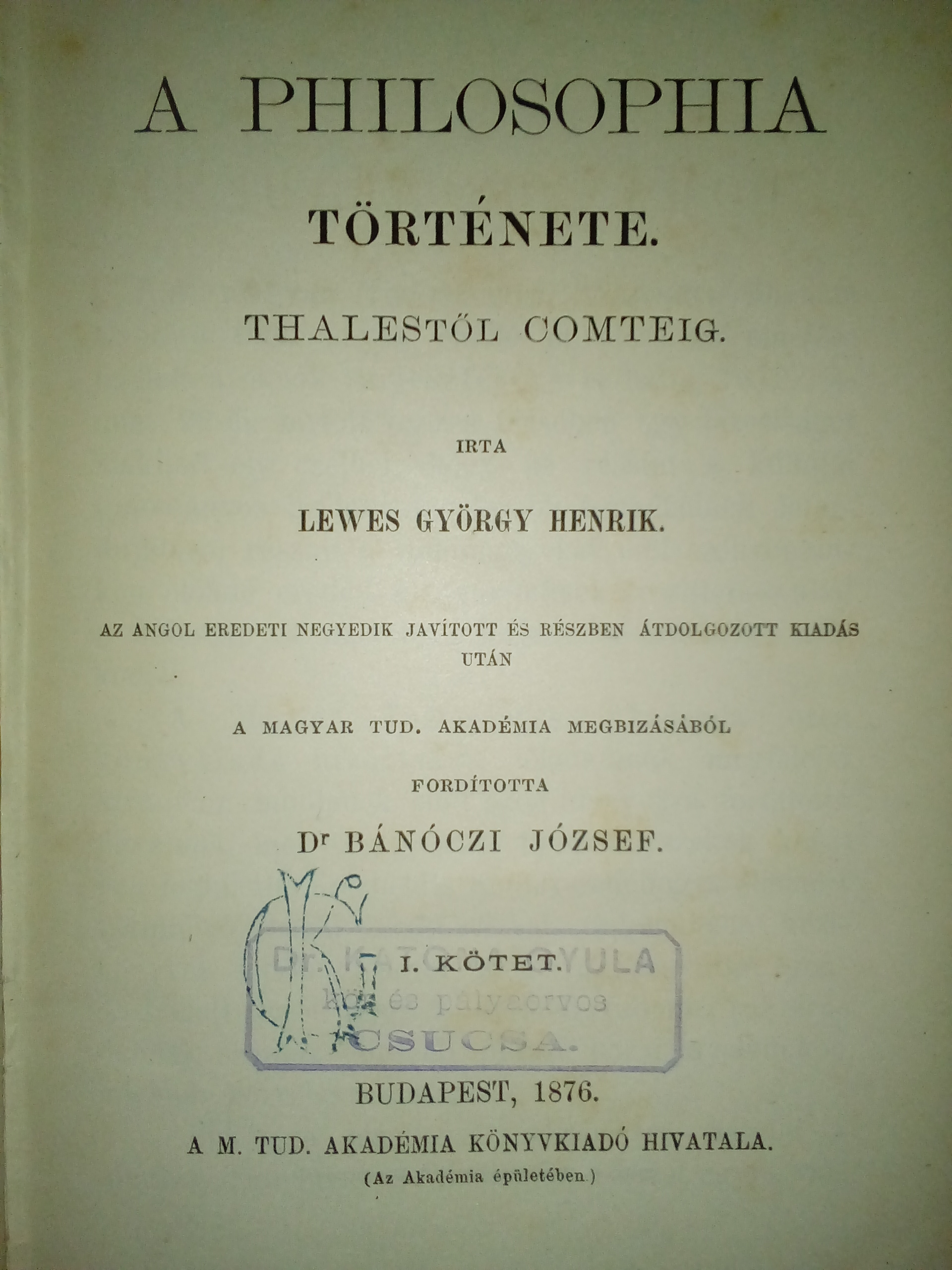
History of Philosophy (edición húngara, 1876)

- The Biographical History of Philosophy (1846). Adamant Media 2002: ISBN 0-543-96985-1

- The Spanish Drama (1846)

- Ranthorpe (1847). Adamant Media 2005: ISBN 1-4021-7564-7

- Rose, Blanche and Violet (1848)

- Robespierre (1849)

- Comte's Philosophy of the Sciences (1853). Adamant Media 2000: ISBN 1-4021-9950-3

- Life of Goethe (1855). Adamant Media 2000: ISBN 0-543-93077-7

- Seaside Studies (1858)

- Physiology of Common Life (1859)

- Studies in Animal Life (1862)

- Aristotle, A Chapter from the History of Science (1864). Adamant Media 2001: ISBN 0-543-81753-9

- Actors and Acting (1875)

- The Problems of Life and Mind (5 volúmenes)

- - First Series: The Foundations of a Creed, Volume 1 (1875). Kessinger Publishing 2004: ISBN 1-4179-2555-8

- - First Series: The Foundations of a Creed, Volume 2 (1875). University of Michigan Library: ISBN 1-4255-5578-0

- - Second Series: The Physical Basis of Mind (1877)

- - Third Series, Volume 1: The Study of Psychology: Its Object, Scope, and Method (1879)

- - Third Series, Volume 2 (1879)

- New Quarterly (Londres, octubre de 1879)

- J. W. Cross, George Eliot's Life as Related in Her Letters and Journals (3 volúmenes, Nueva York, 1885)